# Suren Baliyan
Suren Baliyan (26 mei 1980) is een Armeens voormalig voetbalscheidsrechter. Hij was in dienst van FIFA en UEFA tussen 2007 en 2019. Ook leidde hij tot 2019 wedstrijden in de Bardzragujn chumb.
Op 30 juni 2011 debuteerde Baliyan in Europees verband tijdens een wedstrijd tussen UE Santa Coloma en Paksi SE in de voorronde van de UEFA Europa League; het eindigde in 0–1 en de Armeense leidsman gaf twee gele kaarten. Zijn eerste interland floot hij op 27 januari 2012, toen Turkmenistan met 0–4 verloor van Roemenië. Tijdens dit duel gaf Baliyan vijf gele kaarten.

## Interlands
| Datum            | Plaats            | Wedstrijd               | Uitslag | Competitie           | Kreeg geel | Kreeg voor de tweede keer geel en dus rood | Weggestuurd |
| ---------------- | ----------------- | ----------------------- | ------- | -------------------- | ---------- | ------------------------------------------ | ----------- |
| 27 januari 2012  | Belek, Turkije    | Turkmenistan – Roemenië | 0 – 4   | Vriendschappelijk    | 5          | 0                                          | 0           |
| 11 oktober 2013  | Cardiff, Wales    | Wales – Macedonië       | 1 – 0   | WK 2014 kwalificatie | 4          | 0                                          | 0           |
| 28 maart 2017    | Tbilisi, Georgië  | Georgië – Letland       | 5 – 0   | Vriendschappelijk    | 7          | 0                                          | 0           |
| 10 november 2017 | Gori, Georgië     | Georgië – Cyprus        | 1 – 0   | Vriendschappelijk    | 4          | 0                                          | 0           |
| 13 november 2017 | Koetaisi, Georgië | Georgië – Wit-Rusland   | 2 – 2   | Vriendschappelijk    | 4          | 0                                          | 0           |